# Conflicto religioso en Nueva Jerusalén de 2012
El Conflicto religioso en Nueva Jerusalén tuvo lugar el 5 de julio de 2012, a raíz de la demolición e incendio de dos escuelas públicas pertenecientes a la Iglesia Católica Tradicional de La Ermita, en Nueva Jerusalén, comunidad religiosa ubicada en el estado de Michoacán (México). Esta acción fue ordenada, según quienes la perpetraron, por la Virgen María del Rosario, tal como asegurara un vidente de dicha comunidad.
Las escuelas fueron inauguradas en septiembre de 1997, durante el gobierno del Partido de la Revolución Democrática de Leonel Godoy Rangel. Fueron abatidas por el fuego y desmanteladas, alegando que estas eran dominio del diablo. Actualmente, la comunidad vive bajo un régimen de estado teocrático. Se tiene el antecedente del voto sistémico por el PRI.

## Precedentes
La comunidad de Nueva Jerusalén fue establecida en 1973 como un enclave religioso dentro del municipio de Turicato, para dar cumplimiento a la visión de una anciana que transmitió órdenes al párroco de Puruarán, según la tradición del caso, para que creara una comunidad “protegida por la divinidad”.

## Prohibiciones
Los miembros de la comunidad no tienen permitido leer diarios de noticias, ver programas televisivos, escuchar radio o música, organizar bailes estridentes, fumar, beber alcohol y, en el caso de los hombres, usar el cabello largo.
Nadie puede practicar fútbol ni ningún deporte que utilice una pelota redonda, ya que, para ellos, su forma asemeja a la del planeta, y jugar con ella sería como patear o golpear a la Tierra. La excepción es el fútbol americano, conocido en la comunidad como “La Chancla”, debido a que el balón no es circular, sino con forma de elipsoide.
También están prohibidas las relaciones sexuales fuera del matrimonio y aquellas que no estén destinadas a la procreación, ya que tener relaciones sexuales debe tener esa única finalidad.

## Respuesta del Gobierno de Michoacán
El 21 de agosto de 2012, el Secretario de Educación Pública, José Ángel Córdoba Villalobos, aseguró que el conflicto es un problema local de fanatismo y radicalismo, y que son la Secretaría de Gobernación y el gobierno de Michoacán quienes han establecido contacto con la comunidad para atender la reinstalación de los centros escolares destruidos.El secretario general de gobierno, Jesús Reyna García, afirmó que tras haber acordado una tregua con los grupos antagónicos de la comunidad, se busca  plasmar  acuerdos que permitan que los más de 300 niños del lugar inicien clases. En tanto, los seguidores del líder religioso Martín de Tours continúan con la construcción de casetas de vigilancia en los accesos a la comunidad, para impedir el paso de maestros y estudiantes. Pretenden colocar cadenas para controlar y restringir el paso.
El 30 de agosto de 2012, el gobierno de Michoacán, empezó la instalación de nueve aulas móviles prefabricadas con un costo de MX$200,000.00 en la localidad de La Injertada a unos 300 m de la entrada a la Nueva Jerusalén, para estudiantes de preescolar, primaria y secundaria.
El presidente de la CEDH, José María Cázares, advirtió que si el gobierno del estado saca la escuela de la Nueva Jerusalén violaría una de las siete medidas cautelares que dictó la CNDH en agosto, sobre este caso. Explicó que la CNDH ha dicho que “es incorrecto que los niños salgan de la comunidad a tomar clases y la CEDH se suma a esta postura, porque no tienen que salir de sus lugares de origen”. Hizo un llamado al gobierno estatal para que garantice la impartición de la educación laica dentro de la comunidad. “Todos tenemos la libre decisión de establecernos donde queramos y podamos ir libremente a donde nos plazca”. Más adelante, el gobierno de Michoacán confirmó que iniciará un proceso penal contra los responsables de la destrucción de las escuelas. Pasando los días, detuvieron a un señor identificado como "Cruz Cárdenas", quien es señalado como uno de los contribuyentes del papa "Martín de Tours" el día 18 de octubre. En una entrevista al gobernador Fausto Vallejo Figueroa confirma que el detenido es el principal responsable de la destrucción de las escuelas.Tras la primera orden de aprehensión, los opositores a la educación (especialmente mujeres) deciden sacar a las corporaciones policiacas del pueblo (específicamente estatales y de Turicato), según por órdenes de la virgen del Rosario para evitar más aprehensiones.

## Respuesta de los sindicatos
El 6 de septiembre de 2012, la CNTE se plantó en las afueras de Nueva Jerusalén con más de quinientos maestros para demandar a los ultracatólicos que los niños reciban educación laica. Fueron custodiados por cerca de 80 policías que se desplegaron para vigilar la situación.

## Logro del inicio de clases y propuestas de reubicación de las escuelas
El día 24 de septiembre se logró el inicio del ciclo escolar en la comunidad de la Nueva Jerusalén, aun cuando las aulas provisionales se construyeron en la comunidad de La Injertada debido a las discusiones entre las personas "laicas" del pueblo y el gobierno. Tras los diálogos con el gobierno, se ha propuesto que las escuelas sean reubicadas en un predio llamado "El Corral", a lo cual los disidentes laicos mostraron aceptación.También hay que recordar que la ruta para ir a la escuela, sería vigilada por policías tanto estatal, como federal.